# Campeonato Panamericano de Judo de 2005
El XXX Campeonato Panamericano de Judo se celebró en Caguas (Puerto Rico) entre el 19 y el 21 de mayo de 2005 bajo la organización de la Unión Panamericana de Judo.
En total se disputaron dieciocho pruebas diferentes, nueve masculinas y nueve femeninas.

## Resultados

### Masculino
| Evento            | Oro                         | Plata                                      | Bronce                                                             |
| ----------------- | --------------------------- | ------------------------------------------ | ------------------------------------------------------------------ |
| –55 kg            | Carlos Tenesaca · Ecuador   | Aaron Kunihiro Estados Unidos              | Johnny Guaca · Colombia                                            |
| –60 kg            | Miguel Albarracín Argentina | Daniel Aquino Loureiro · Brasil            | Frazer Will · Canadá · Modesto Lara · República Dominicana         |
| –66 kg            | João Derly · Brasil         | Juan Carlos Jacinto · República Dominicana | Roberto Ibáñez · Ecuador · Felipe Novoa · Chile                    |
| –73 kg            | Ryan Reser Estados Unidos   | Diogo Coutinho · Brasil                    | Yamil Delgado · Puerto Rico · Abraham Negrete · México             |
| –81 kg            | Tyler Boras · Canadá        | Tiago Camilo · Brasil                      | Aaron Cohen Estados Unidos Abderramán Brenes Puerto Rico           |
| –90 kg            | Eduardo Costa Argentina     | Gervais Turcotte · Canadá                  | Alessandro Merly · Brasil · Dariusz Mikolajczak · Estados Unidos   |
| –100 kg           | Luciano Corrêa · Brasil     | Alexandru Ciupe · Canadá                   | Teófilo Diek · República Dominicana · Edgardo Adames · Puerto Rico |
| +100 kg           | Walter Santos · Brasil      | Joel Brutus Haití                          | Trevor McAlpine · Canadá · Kirk Hoffmann · Estados Unidos          |
| Categoría abierta | Walter Santos · Brasil      | Carlos Santiago Puerto Rico                | Trevor McAlpine · Canadá · Joel Brutus · Haití                     |

### Femenino
| Evento            | Oro                            | Plata                               | Bronce                                                          |
| ----------------- | ------------------------------ | ----------------------------------- | --------------------------------------------------------------- |
| –44 kg            | Maira Viveros · Colombia       | Paula Pareto Argentina              | Sarah Menezes · Brasil                                          |
| –48 kg            | Glenda Miranda · Ecuador       | Isabel Latulippe · Canadá           | Sayaka Matsumoto · Estados Unidos · Andressa Fernandes · Brasil |
| –52 kg            | Carrie Chandler Estados Unidos | María García · República Dominicana | Fabiane Hukuda · Brasil · Aminata Sall · Canadá                 |
| –57 kg            | Valerie Gotay Estados Unidos   | Roberta Silva Bittencourt · Brasil  | Diana Villavicencio · Ecuador · Michelle Buckingham · Canadá    |
| –63 kg            | Ronda Rousey Estados Unidos    | Marie-Hélène Chisholm · Canadá      | Daniela Krukower Argentina Jessica García Puerto Rico           |
| –70 kg            | Diana Chalá · Ecuador          | Márcia Vieira · Brasil              | Catherine Roberge · Canadá · Elizabeth Copes · Argentina        |
| –78 kg            | Amy Cotton · Canadá            | Claudirene Cezar · Brasil           | Leidi Germán · República Dominicana                             |
| +78 kg            | Carmen Chalá · Ecuador         | Vanessa Zambotti · México           | Maria Altheman · Brasil · Olia Berger · Canadá                  |
| Categoría abierta | Carmen Chalá · Ecuador         | Melissa Mojica Puerto Rico          | Olia Berger · Canadá · Vanessa Zambotti · México                |

## Medallero
| Núm. | País                 | Oro | Plata | Bronce | Total |
| ---- | -------------------- | --- | ----- | ------ | ----- |
| 1    | Ecuador              | 5   | 0     | 2      | 7     |
| 2    | Brasil               | 4   | 6     | 5      | 15    |
| 3    | Estados Unidos       | 4   | 1     | 4      | 9     |
| 4    | Canadá               | 2   | 4     | 8      | 14    |
| 5    | Argentina            | 2   | 1     | 2      | 5     |
| 6    | Colombia             | 1   | 0     | 1      | 2     |
| 7    | Puerto Rico          | 0   | 2     | 4      | 6     |
| 8    | República Dominicana | 0   | 2     | 3      | 5     |
| 9    | México               | 0   | 1     | 2      | 3     |
| 10   | Haití                | 0   | 1     | 1      | 2     |
| 11   | Chile                | 0   | 0     | 1      | 1     |
|      | TOTAL                | 18  | 18    | 33     | 69    |